# Bodelwitz
Bodelwitz é um município da Alemanha localizado no distrito de Saale-Orla, estado de Turíngia.
Pertence ao Verwaltungsgemeinschaft de Oppurg.

## Demografia
Evolução da população (em 31 de dezembro):
| - 1994 - 623 - 1995 - 666 - 1996 - 668 - 1997 - 681 | - 1998 - 691 - 1999 - 684 - 2000 - 676 - 2001 - 669 | - 2002 - 676 - 2003 - 650 - 2004 - 641 - 2005 - 631 |

Fonte: Thüringer Landesamt für Statistik